# کراشلوویتسه
کراشلوویتسه (به چکی: Krašlovice) یک منطقهٔ مسکونی در جمهوری چک است که در ناحیه ستراکونیتسه واقع شده‌است. کراشلوویتسه ۵٫۳ کیلومتر مربع مساحت و ۱۵۹ نفر جمعیت دارد و ۳۹۸ متر بالاتر از سطح دریا واقع شده‌است.